# Praça Villaboim
Praça Villaboim é uma praça localizada no bairro de Higienópolis, zona central de São Paulo. Trata-se de um dos principais pontos do bairro, possuindo uma praça, toda arborizada e cercada por pontos comerciais diversos, notadamente restaurantes, livrarias. Tem início na esquina com Rua Piauí, 1234 e tendo como esquinas, a Rua Armando Penteado, a Rua Aracaju, a Rua Tinhorão. Seu nome é uma homenagem ao Professor Manuel Pedro Villaboim.

## História
No ano de 1877, as terras onde seria aberta a Praça Vilaboim pertenciam a Joaquim Floriano Wanderley, proprietário de um grande sítio que seguia até a Rua da Consolação. Em 1895, seus herdeiros venderam a propriedade para Martinho Burchard, que loteou o bairro de Higienópolis, num empreendimento conjunto com Victor Nothmann. 

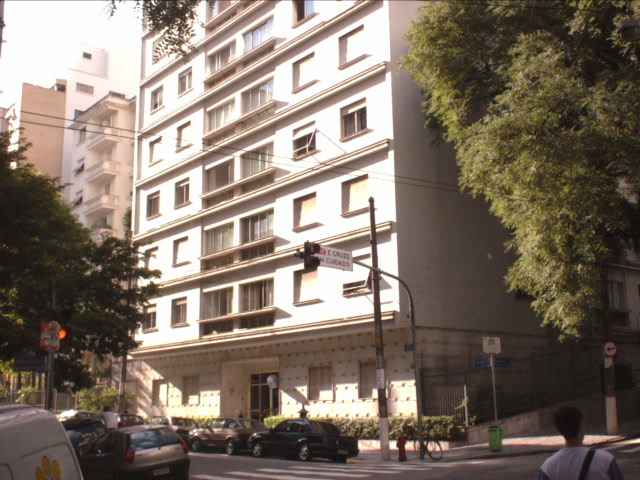
Edifício Professor Villaboim

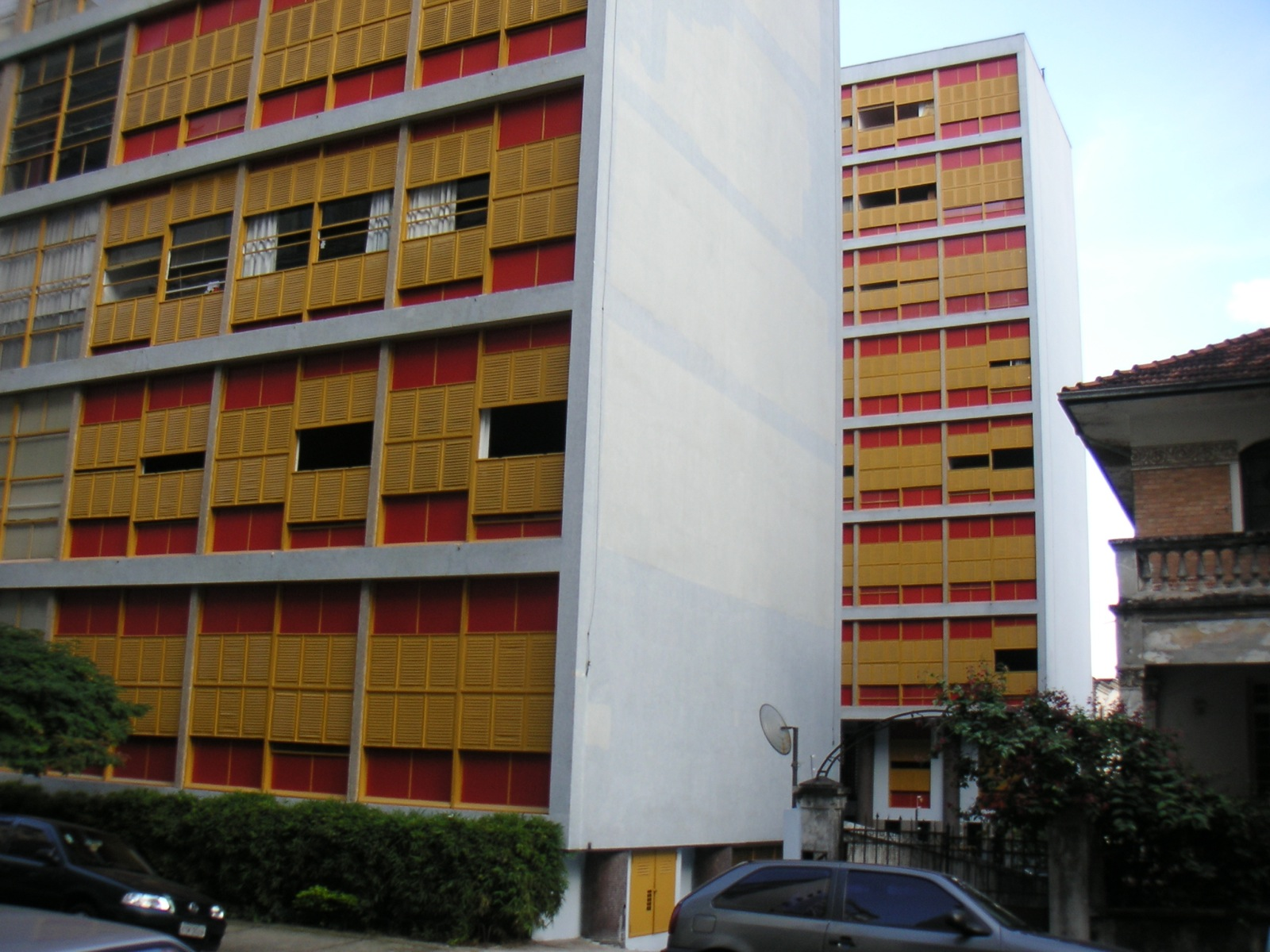
Edifício Louveira

Era pequena praça triangular utilizada como campinho de futebol conhecida como "Praça Piauí" e "Largo do Piauí". Urbanizada pela prefeitura a partir da década de 1930, em 1937 (Ato nº 1.298 de 09/10/37 - Prefeito Fábio da Silva Prado) a praça recebeu o nome de "Vilaboim", uma homenagem ao Dr. Manuel Pedro Villaboim. Quando de sua inauguração, no dia 21 de setembro de 1937, ocorreu um evento festivo no local, os netos do Doutor Villaboim, Raul Villaboim Carvalho e Fernando Villaboim Carvalho, procederam o plantio de uma figueira para ocupar o centro da praça.

## Tombamento
O CONPRESP - Conselho Municipal de Preservação do Patrimônio Histórico - efetuou o tombamento da Praça Vilaboim, em Higienópolis. A medida reconhece o valor histórico da área e visa preservar a configuração atual da praça e a vegetação existente, além de proteger toda área envoltória.
Para o perímetro de tombamento as construções devem obedecer às alturas máximas de 10 a 12 metros, sendo obrigatória a manutenção dos recuos frontais. Já para a área envoltória a altura dos imóveis varia entre 7 e 12 metros.
A resolução mantém ainda a integração entre a Praça Villaboim e os bens que a cercam como o Edifício Louveira, Vila Marta, o Parque Buenos Aires e o bairro do Pacaembu. 